# Paul Heinrich von Groth
Paul Heinrich von Groth (ur. 23 czerwca 1843 w Magdeburgu, zm. 2 grudnia 1927 w Monachium) – niemiecki krystalograf oraz mineralog, profesor uniwersytetów Monachium i Strasburgu. W swoim dziele Chemische Kristalographie zawarł wyniki pomiarów goniometrycznych oraz opis właściwości fizycznych blisko 10 tysięcy substancji krystalicznych.
Studiował w Technische Universität Bergakademie Freiberg, w Szkole Politechnicznej w Dreźnie, a od 1865 Uniwersytecie Berlińskim, gdzie w 1868 uzyskał doktorat. W 1871 otrzymał posadę urzędnika państwowego wykładowcy w Berlińskiej Akademii Górniczej. W 1872 został powołany na nowo utworzony Reichsuniversität Straßburg, a w 1882 przeniósł się na Uniwersytet w Monachium, gdzie pracował do przejścia na emeryturę w 1923 roku.